# Raiffeisenbank DreiFranken
Die Raiffeisenbank DreiFranken eG ist eine Genossenschaftsbank mit Sitz in der bayerischen Gemeinde Heßdorf im Landkreis Erlangen-Höchstadt.

## Geschichte
Die Raiffeisenbank DreiFranken eG entstand im Jahr 2022 durch die Fusion der Raiffeisenbank Seebachgrund eG mit dem Sitz in Heßdorf mit der Raiffeisenbank Ebrachgrund eG mit dem Sitz in Mühlhausen.
Zuvor fanden bereits Fusionen der am 11. September 1899 gegründeten Raiffeisenbank Seebachgrund eG sowie der am 22. Mai 1892 gegründeten Raiffeisenbank Ebrachgrund eG mit benachbarten Raiffeisenbanken statt. Zuletzt fusionierte 2005 die Raiffeisenbank Ebrachgrund eG mit der Raiffeisenbank Geiselwind mit dem Sitz in Geiselwind.
Folgende Fusionen fanden zuvor statt:
- 1983 – Fusion der Raiffeisenkasse Elsendorf eG mit dem Sitz in Elsendorf mit der Raiffeisenbank Ebrachgrund eG
- 1976 – Fusion der Raiffeisenbank Weingartsgreuth eG mit dem Sitz in Weingartsgreuth, der Raiffeisenkasse Wachenroth eG mit dem Sitz in Wachenroth und der Raiffeisenbank Ebrachgrund eG
- 1976 – Fusion der Raiffeisenkasse Ebersbrunn eG mit dem Sitz in Ebersbrunn mit der Raiffeisenbank Geiselwind eG
- 1972 – Fusion der Raiffeisenkasse Röttenbach eGmbH mit dem Sitz in Röttenbach mit der Raiffeisenbank Seebachgrund eGmbH
- 1971 – Fusion der Raiffeisenkasse Mühlhausen eGmbH mit dem Sitz in Mühlhausen mit der Raiffeisenbank Steppach-Sambach-Pommersfelden eGmbH mit dem Sitz in Pommersfelden zur Raiffeisenbank Ebrachgrund eGmbH mit dem Sitz in Pommersfelden
- 1971 – Fusion der Raiffeisenkasse Kairlindach eGmbH mit dem Sitz in Kairlindach mit der Raiffeisenbank Seebachgrund eGmbH
- 1969 – Fusion der Raiffeisenbank Heßdorf eGmbH mit dem Sitz in Heßdorf mit der Raiffeisenkasse Hannberg eGmbH mit dem Sitz in Hannberg zur Raiffeisenbank Seebachgrund eGmbH
- 1963 – Fusion der Raiffeisenkasse Sambach eGmbH mit dem Sitz in Sambach mit der Raiffeisenkasse Steppach eGmbH mit dem Sitz in Steppach zur Raiffeisenbank Steppach-Sambach eGmbH (de späteren Raiffeisenbank Steppach-Sambach-Pommersfelden eGmbH)

## Rechtsverhältnisse
Die Raiffeisenbank DreiFranken eG ist im Genossenschaftsregister beim Amtsgericht Fürth unter GnR 126 eingetragen.

## Organisationsstruktur
Rechtsgrundlagen sind das Genossenschaftsgesetz und die durch die Vertreterversammlung beschlossene Satzung. Organe der Bank sind der Vorstand, der Aufsichtsrat und die Vertreterversammlung.

## Sicherungseinrichtung
Die Raiffeisenbank DreiFranken eG ist der amtlich anerkannten Sicherungseinrichtung des Bundesverbandes der Deutschen Volksbanken und Raiffeisenbanken GmbH und der zusätzlichen freiwilligen Sicherungseinrichtung des Bundesverbandes der Deutschen Volksbanken und Raiffeisenbanken e.V. angeschlossen.

## Geschäftsausrichtung
Die Raiffeisenbank DreiFranken eG betreibt das Universalbankgeschäft. Im Verbundgeschäft arbeitet sie mit der DZ Bank, R+V Versicherung, Bausparkasse Schwäbisch Hall, Teambank, VR Leasing,  DZ Hyp und der Union Investment zusammen.

## Geschäftsgebiet
Das Geschäftsgebiet liegt im Westen des Landkreises Erlangen-Höchstadt, im Südwesten des Landkreises Bamberg sowie im Osten des Landkreises Kitzingen.
An diesen Orten betreibt die Bank Filialen:
- Heßdorf (Hauptstelle, jur. Sitz)
- Mühlhausen (Geschäftsstelle)
- Weisendorf (Geschäftsstelle)
- Röttenbach (Geschäftsstelle)
- Wachenroth (Geschäftsstelle)
- Schlüsselfeld (Geschäftsstelle)
- Geiselwind (Geschäftsstelle)